# Jacques Meyer (homme de lettres)
Pour les articles homonymes, voir Jacques Meyer et Meyer.
Jacques Meyer, né le 29 janvier 1895 à Valenciennes (Nord) et mort le 24 août 1987 à Cavalaire-sur-Mer (Var), est un homme de lettres français, combattant de la Première Guerre mondiale, invalide de guerre, résistant, évadé de France, administrateur d’organes de la presse écrite et radiophonique française. Son œuvre littéraire est portée par le besoin de témoigner des traumatismes subis par les combattants des deux Guerres mondiales et de leur permanente confrontation à la mort.

## Biographie

### Famille

#### Les parents
Jacques Meyer est le fils de Félix Meyer, rabbin, et Léa Lévy, nés dans le Bas-Rhin, respectivement à Brumath en 1865 et à Niederbornn en 1868, réintégrés en qualité de Français en 1888 après l’annexion de l’Alsace par l’Allemagne. Cette même année, Félix est élu à l’unanimité rabbin de Valenciennes. Il épouse Léa Lévy à Brumath le 12 novembre 1891. Très apprécié dans sa communauté, en particulier pour ses talents oratoires et ses synthèses historiques sur le judaïsme, il devient rabbin suffragant du Grand-Rabbin du Consistoire de la région Nord à Lille en 1896, puis rejoint Paris en 1905, appelé par le Consistoire central israélite de France pour diriger l’École de Travail, 4 bis rue des Rosiers (4e arrondissement).
Jean Meyer, frère de Jacques, né en 1904, est ancien élève de l’École Polytechnique (Promotion 1924), ingénieur de l’École supérieure d’électricité et de l’École supérieure des télécommunications, ingénieur général des télécommunications.
Samuel Lévy, frère cadet de la mère de Jacques, né le 17 décembre 1870 à Niederbronn, devient directeur général de la maison Louis Dreyfus et Cie, où il est connu sous le nom de Sem Levy, ou Sem-Lévy. Décédé dans sa propriété de Boissettes (Seine-et-Marne) le 2 septembre 1934, il est inhumé au Cimetière du Montparnasse. « Les prières sont dites par le rabbin Félix Meyer, directeur de l‘École de travail, son beau-frère »,.
Jacques Meyer épouse le 7 juillet 1942 à Bonnieux (Vaucluse) Yvonne Denise Angelina Monier (Cavaillon, 19 juin 1909 – Maussane-les-Alpilles, 24 avril 2013).

#### Les proches
Louis Dreyfus, huissier à Valenciennes, 52 ans et Léopold Dreyfus, marchand de grains, tous deux optants pour la nationalité française en 1872, signent l’acte de naissance de Jacques Meyer. Léopold Dreyfus, né à Sierentz (Haut-Rhin) le 14 mars 1831, est proche de Léopold Louis-Dreyfus, né en 1833 dans la même commune. Ce dernier, négociant en grains, l'un des pionniers des marchés à terme de matières premières est le père de Louis Louis-Dreyfus (1867-1940), armateur, président du groupe Louis-Dreyfus, président du journal L’Intransigeant qui lance les carrières professionnelles de Samuel Lévy et de son neveu Jacques Meyer.

### Études et diplômes
Arrivé à Paris à 10 ans, Jacques Meyer entre dès octobre 1905 au Lycée Charlemagne, au petit lycée en 6e, puis au grand lycée à partir de la 4e où il obtient le baccalauréat en 1912. Puis, s’orientant vers des études supérieures de Lettres, il rejoint le Lycée Louis-le-Grand pour préparer le concours d’entrée à l’École normale supérieure (ENS).
En juillet 1914, il est reçu 9e à l’ENS de la rue d'Ulm. Les événements des premières semaines de la guerre l'incitent toutefois, au lieu de rejoindre l'ENS, à devancer l’appel de sa classe d'âge sous les drapeaux (l'année suivante, en 1915) et à s’engager à l'âge de 19 ans pour 5 ans le 8 octobre. À la fin de la guerre, six mois avant sa démobilisation, Jacques Meyer, détaché de sa position d’interprète militaire, rejoint l’ENS le 1er mars 1919, ce qui lui permet de se présenter l’année suivante au concours spécial de l’agrégation de philosophie auquel il est reçu 5e. Il a parallèlement entrepris des études juridiques et obtient la licence puis le doctorat en Droit en 1925.

## Engagement pour la France

### Grande Guerre
Déclaré bon pour le service malgré sa petite taille d’1 mètre 54, Jacques Meyer est incorporé le 9 octobre 1914 comme soldat de 2e classe au 74e régiment d’infanterie à Paris. Après trois mois d'instruction, il est promu sous-lieutenant à titre temporaire le 26 janvier 1915, passe au 129e régiment d’infanterie à partir d’avril 1915 lors de l’offensive d’Artois dans la région d’Avesnes-le-Comte. Le 5 juillet 1915, le régiment est transféré dans les Vosges par chemin de fer. Début septembre 1915, il quitte les Vosges pour gagner la Champagne, cantonner le 18 septembre à Villers-le-Sec, puis le 25 à Somme-Suippe, où il est maintenu dans les tranchées allemandes conquises, jusqu’en janvier 1916. Cependant, le 28 septembre, J. Meyer est volontaire pour être affecté au 329e régiment d’infanterie dont la plupart des officiers supérieurs ont été tués la veille par un bombardement d'artillerie. Jacques Meyer conte lui-même dans La Biffe la succession des semaines de la vie de tranchée en Champagne dans la boue, la craie, au milieu des arbres calcinés. Le 20 janvier 1916, le régiment quitte la Champagne pour quelques jours de repos dans l’Oise avant de reprendre un nouveau service dans le nord du département. J. Meyer y reçoit sa première citation, à l’ordre du régiment.

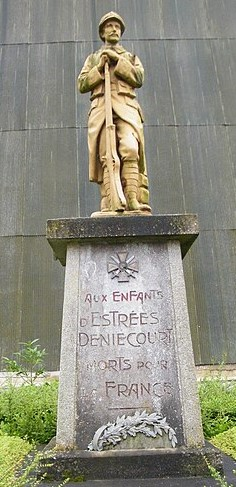
Monument aux morts d'Estrées-Deniécourt (Somme).

La vie monotone des tranchées se poursuit dans l’Oise jusqu’à la mi-juin 1916 lorsque le 329e R.I. est déplacé dans la région au sud de Beauvais avant d’embarquer en train pour Amiens le 28 juin. Gagnant à pied Harbonnières le régiment doit participer à l’attaque d’Estrées-Deniécourt sur la route d’Amiens à Saint-Quentin prévue le 1er juillet. Elle ne débute que le 3 par une marche d’Harbonnières à Foucaucourt. Deux jours plus tard, lors de l’assaut, le régiment perd de nombreux hommes, au premier rang desquels le lieutenant-colonel Puntous, le « Barca » de La Biffe commandant le régiment, blessé mortellement le 5 juillet 1916, et quatre officiers blessés le 6 dont le sous-lieutenant Meyer, gravement blessé par balle à la hanche :

« J’étais debout sur le bord de la tranchée, écrivant je ne sais plus quel rapport demandé par les autorités supérieures, sans penser le moins du monde au fameux tireur de la Maison du Pirate. Tout à coup, une fulguration pas très douloureuse me traverse le corps, en même temps qu’une chaleur douce m’inonde le dos, et je tombe à la renverse pour me retrouver tout de suite après, m’étant inconsciemment retourné, étendu sur le ventre, la tête levée et appuyée sur une main. Je puis le dire aujourd’hui [10 juillet], pas une seconde je ne perdis la conscience totale, et même accentuée, presque exagérée de ce qui se passait en moi. »

Tous les événements que Jacques Meyer rapporte ainsi, jour après jour, sont corroborés par les documents officiels. Pour sa conduite lors de l’offensive sur Estrées, il est promu lieutenant à titre temporaire, puis à titre définitif par décret du 16 novembre 1917 et reçoit une citation à l’ordre de l’armée le 6 août 1916.
Après son évacuation d'urgence le 6 juillet 1916 à l'église d'Harbonnières et les premiers soins dans un hôpital de campagne, J. Meyer doit être opéré à plusieurs reprises et reste hospitalisé pendant 11 mois ; il en gardera un handicap partiel. Il passe toute l'année 1917 dans la partie militaire d'un hôpital général d'une grande ville de province et se voit transféré pour convalescence au dépôt de son régiment le 3 janvier 1918. Fin mai, J. Meyer rejoint, à 60 km de Paris vers Melun, La Désirée, une « sorte de camp de quarantaine dans cette partie de la zone des armées où l’on concentrait alors les bataillons de défense avancée, région mi-arrière – mi avant où l’on bénéficiait des indemnités du front et de la sécurité de l’intérieur ». Une épidémie causée par un virus non identifié par les médecins le retient dans cet endroit avec les 300 soldats, jeunes recrues et vieux récupérés, dont il a désormais la charge en tant que commandant de compagnie. Cette fonction lui permet de bénéficier d'un cheval qu'il monte pour tout déplacement du fait de son incapacité à marcher au-delà de quelques centaines de mètres. Fin août, comme il le rapporte lui-même dans La guerre, mon vieux..., il peut enfin accompagner son unité jusqu'au front où il rejoint le 39e régiment d’infanterie au sud de Saint-Quentin. Ayant demandé et obtenu sa mutation dans l'aviation, il quitte le front fin septembre 1918 pour la base aérienne de Dijon, qu'il quitte fin novembre à sa fermeture pour rejoindre le dépôt du 39e RI.
De janvier à mars 1919 où il rejoint l’École normale supérieure, il est détaché à l’état-major de la Xe Armée, l'armée du Rhin, comme officier interprète en allemand et en patois alsacien. Ceci lui vaut de rejoindre l'état-major du général Mangin à Mayence d'où il poste pour L'Œuvre le 23 février 1919 une « Lettre de l'armée du Rhin », quelques jours avant de regagner Paris. Après presque quatre années et demie sous les drapeaux, Jacques Meyer peut intégrer l’École Normale supérieure.

### Ancien combattant militant
Jacques Meyer rejoint très tôt les 80 écrivains survivants de la Grande guerre fondateurs de l’Association des écrivains combattants (A.E.C.) dont il possède la carte no 171 en tant que membre sociétaire, c’est-à-dire « ayant eu l'honneur de porter les armes de la France ». Il reste fidèle à l’A.E.C. jusqu’à sa mort.

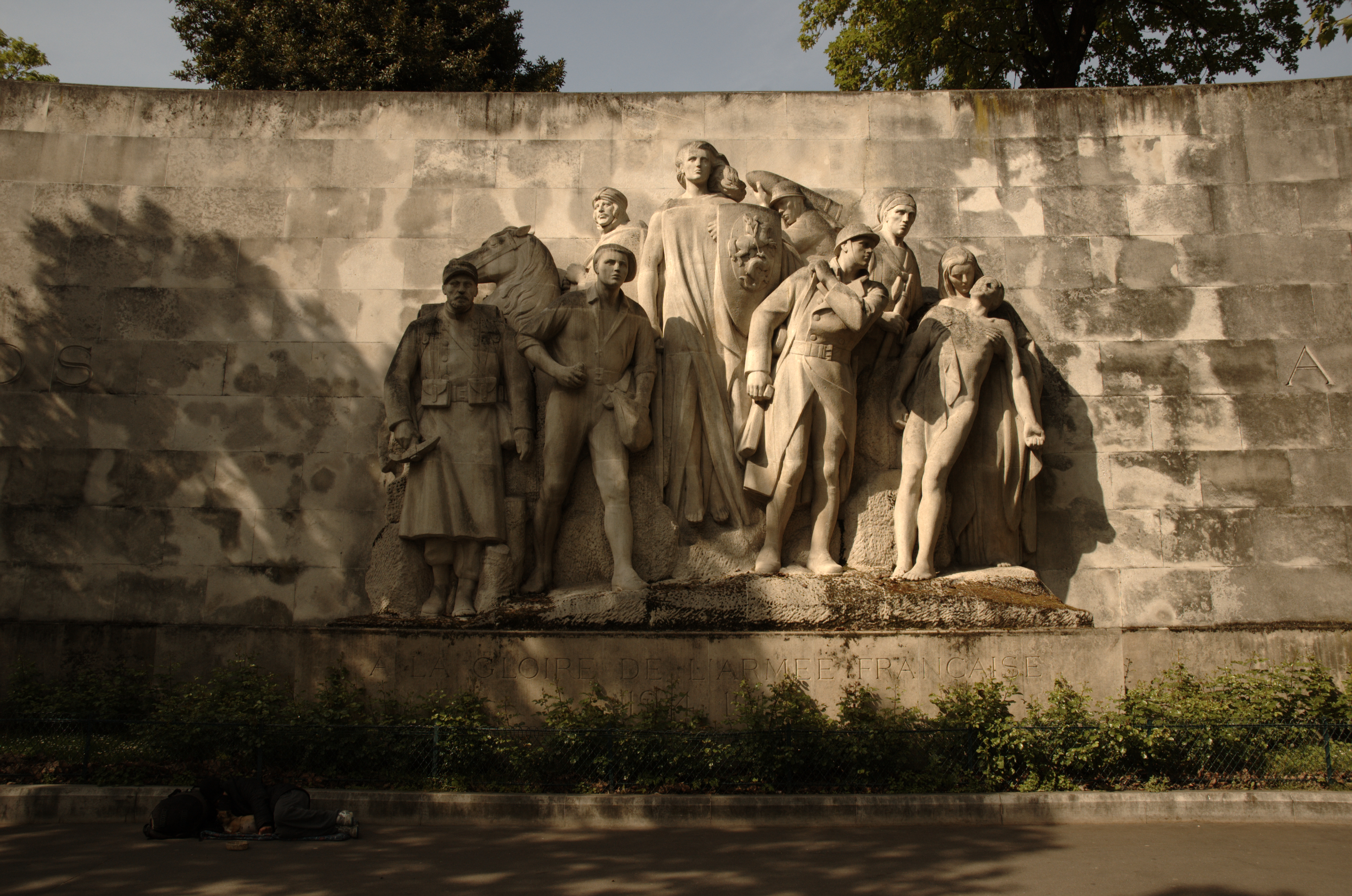
À la gloire de l’armée française 1914-1918.

En 1936, à l’origine d’un projet de monument en mémoire des fantassins de la Première guerre mondiale, il est élu président du Comité national du monument à la gloire de l’Infanterie française. En février 1937, le comité demande au préfet de la Seine l’autorisation d’élever ce monument place du Trocadéro, appuyé sur le mur de soutènement du cimetière de Passy. Un concours lancé en septembre de la même année recueille huit projets dont celui de Louis Henri Bouchard, sculpteur et Albert Drouet, architecte, désignés lauréats. La guerre interrompt le chantier des premiers aménagements du mur du cimetière.
Le projet reprend vie en 1950 à condition que le monument initial à l’Infanterie soit dédié plus largement à la gloire de toute l’armée française pendant la Première Guerre. Jacques Meyer conserve la présidence du comité du monument. Avec les autres parties prenantes, au premier chef la mairie de Paris et la direction des Beaux-Arts du ministère de l’Éducation nationale, il choisit Paul Landowski pour en concevoir la statuaire. Le monument est inauguré le 13 mai 1956 par René Coty, président de la République, en présence de plusieurs ministres, du maire de Paris et de représentants de toutes les associations régimentaires et fédérations d’anciens combattants venus de toute la France à l’invitation écrite du sculpteur Paul Landowski et des initiateurs du nouveau mémorial, Jacques Meyer, Maurice Genevoix et Roland Dorgelès.

### Seconde Guerre mondiale
Promu capitaine de réserve en 1933, c’est avec ce grade qu’il est rappelé à l’activité en août 1939, affecté à l’état-major du Grand Quartier Général en septembre, puis désigné début janvier 1940 comme officier de liaison avec les organismes chargés de la presse, de la radio et du cinéma, en compagnie de son camarade, le romancier et homme de radio, le « capitaine Pierre Descaves, l’auteur de L’enfant de liaison et de Grandeur nature », lui aussi membre de l’Association des écrivains combattants.

#### Consistoire central israélite de France et Résistance
Dans le courant de l’été 1940, démobilisé comme tous les officiers de réserve dans le cadre des accords d’armistice, Jacques Meyer n’a sans doute pas attendu la promulgation, par le régime de Vichy, de la loi portant statut des Juifs du 3 octobre 1940 (« premier statut des Juifs », qui exclut les Juifs de la fonction publique, de l'armée, de l'enseignement et de la presse), pour fuir Paris et la zone occupée. A l’automne, il a rejoint à Marseille comme plusieurs personnalités de la communauté israélite, déchus des éminentes positions professionnelles qu’ils occupaient jusqu’à fin septembre. Dans ce groupe d’une vingtaine d’hommes, accueillis temporairement par le professeur de médecine David Olmer, de Marseille et sous la direction du général Boris, le deuxième plus haut gradé juif de la hiérarchie militaire, on trouve entre autres, outre Jacques Meyer, René Mayer, le futur chef de gouvernement, Georges Huisman, l'ancien directeur des Beaux-Arts, Jules Isaac, inspecteur général de l’Éducation nationale, l’industriel André Weil, Pierre Dreyfus, le fils du capitaine Alfred Dreyfus. Ceux qui forment ce « groupe de Marseille » ont compris le sens profond de la réglementation anti-juive instaurée par le gouvernement Laval et condamnent les signes d’allégeance du Grand rabbinat à Pétain ainsi que les atermoiements du consistoire Central. Fin décembre 1940, avec l’aide du conseiller d’État Jacques Helbronner, proche du maréchal Pétain mais lui aussi à cette date démis de ses fonctions officielles, plusieurs des membres du groupe de Marseille, dont Jacques Meyer, entrent au consistoire central et en intègrent la délégation permanente, dont Helbronner prend la présidence.
Le consistoire central ainsi renouvelé s’établit à Lyon. Sa première séance plénière se tient les 16 et 17 mars 1941, la première réunion de la délégation permanente le 31 mars, avec la participation de trois représentants du groupe de Marseille. Ce même jour parait au Journal Officiel la loi créant le commissariat général aux questions juives et nommant à sa tête Xavier Vallat, antisémite notoire. Plusieurs rencontres de représentants du consistoire central avec ce dernier ne permettent pas de lever les doutes sur les mauvaises intentions du commissaire envers les Français israélites résidant en zone occupée.

« Le consistoire central adopte le texte d’une longue résolution qu’avaient préparée le général Boris et Jacques Meyer. Cette fois il prenait le taureau par les cornes, encore que le texte adopté n’ait prétendu s’exprimer qu’au seul nom des israélites français. »

 Le texte de cette longue protestation en cinq points, signé par le grand rabbin et les quarante-trois membres du consistoire est remis au maréchal Pétain en personne par J. Helbronner le 30 mai 1941. Cela n’empêche pas la promulgation dans les jours suivants de la loi du 2 juin 1941 portant le nouveau statut des Juifs, précisant la définition « légale » de l’expression « de race juive » et restreignant encore l’accès des juifs aux activités professionnelles.
Fin 1941, J. Meyer rejoint la section Sud-Est du réseau de résistance Combat Zone Sud à Marseille.
En 1942, Jacques Meyer séjourne toujours en Provence. Il rencontre Yvonne Monier, de 14 ans sa cadette, fille d’un entrepreneur de travaux publics de Cavaillon, qu’il épouse en juillet 1942 à Bonnieux (Vaucluse). La très relative sécurité de cette retraite est brutalement interrompue à la fin de l’automne 1942 lorsque, à la suite de la réussite de l’opération Torch ayant présidé au débarquement allié au Maroc le 8 novembre, Hitler décide d’envahir le sud de la France qui constituait jusqu'alors la zone non occupée ou zone libre. L’ordre donné le 10 novembre est définitivement exécuté le soir du 11. Le 12, la préfecture des Bouches-du-Rhône « interdit la circulation des personnes dans la ville de Marseille et les communes environnantes à partir de 20 heures jusqu’à 5 heures du matin ». Des détachements de la Wehrmacht arrivent le matin du 13 à Marseille. Jacques Meyer décide de fuir par l’Espagne pour rejoindre la France libre du général de Gaulle en Afrique du Nord.

#### Évasion par l'Espagne

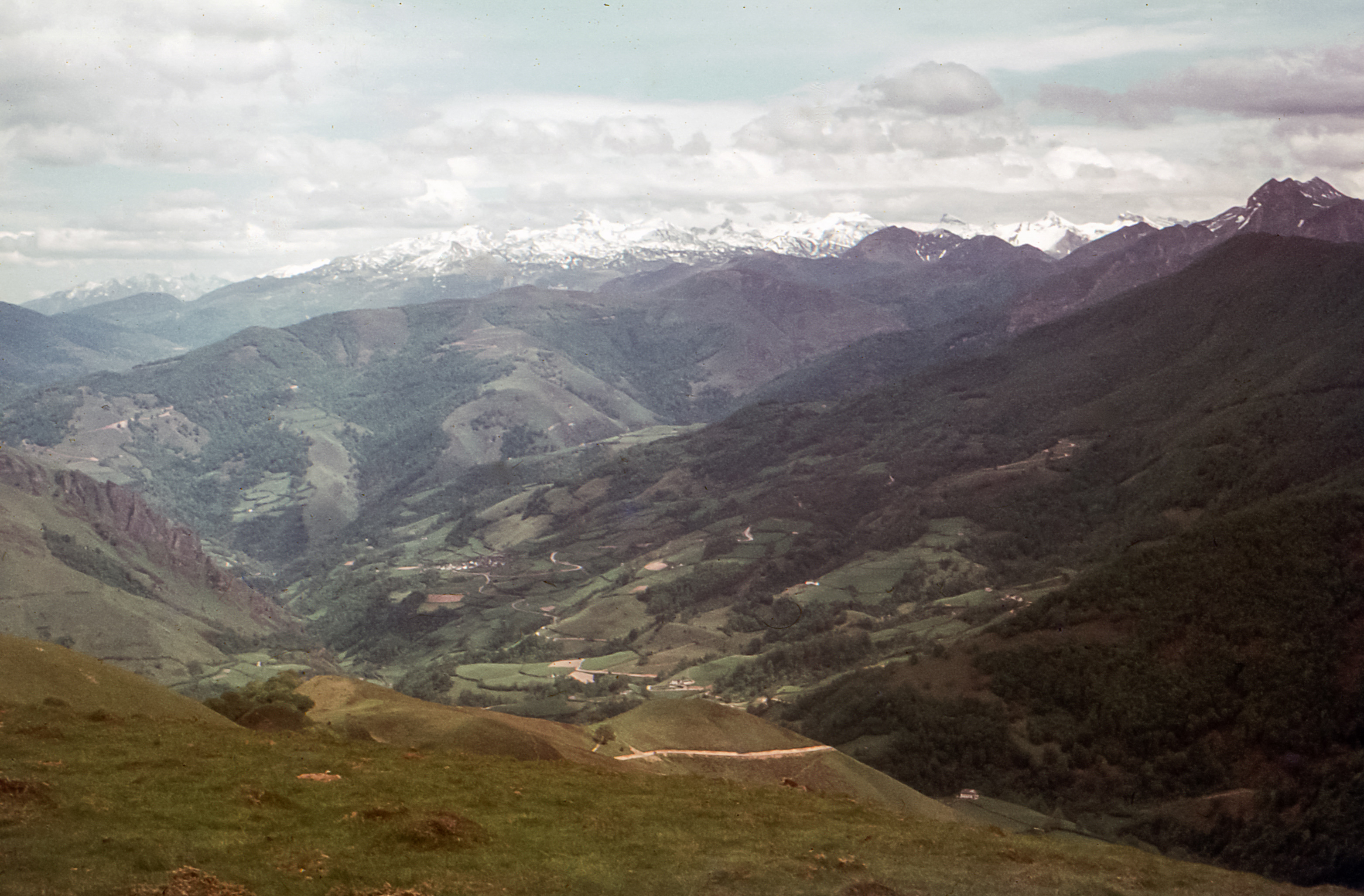
Larrau, forêt d'Iraty depuis le col.

En janvier 1943, au lieu d’emprunter l’un des nombreux passages préparés autour du col du Perthus, en particulier au départ de Céret, comme la plupart des évadés du Sud-est de la France, il gagne les Pyrénées occidentales pour rallier Pampelune. Lui-même justifie son départ :

« Il fallait les événements de fin 1942 pour amener un homme d’un certain âge, robuste mais diminué par une vieille blessure et des maladies moins anciennes, résistant mais peu entraîné, réfractaire à l’altitude, à entreprendre en janvier la traversée des Pyrénées par des cols atteignant 1800 mètres et à tenter une première étape presque ininterrompue de vingt-quatre heures, qui d’ailleurs ne put être accomplie. »

En effet, comme, à cause de son handicap, J. Meyer ne parvient pas à suivre le petit groupe avec lequel il tente de franchir les Pyrénées, il est lâché par son guide et, ayant perdu ses compagnons, il s'égare et erre seul dans les escarpements enneigés et glacés de la forêt d’Iraty, à la recherche du sentier qui le mènera, par le col d'Organbidexka, jusqu'au village basque espagnol d’Ochagaria puis à Pampelune. Après six jours de souffrances, à bout de force, les pieds gelés, il est retrouvé par une caravane d’autres évadés et, avec l'assistance de bergers espagnols, rapidement conduit dans un hôpital de la capitale de la Navarre. Amputé des orteils des deux pieds, il reste trois mois sous bonne garde à la section des prisonniers de l'hôpital de Pampelune. Transféré, grâce à des amis, à l’hôpital français Saint-Louis de Madrid, 78 Calle de Claudio Coello (es), il y est correctement soigné jusqu’en juillet 1943. Il racontera cette épreuve dramatique qu'a constituée le franchissement des Pyrénées dans son livre Approche de la mort .

#### À Alger et retour à Marseille
Rétabli, mais ne parvenant plus à se déplacer désormais sans l'aide d'une canne, il peut se joindre en septembre 1943 à un convoi d'anciens prisonniers dirigé vers le Maroc via Gibraltar, grâce aux qualités diplomatiques et à l’obstination d'André Boyer-Mas, à la tête de la délégation de la Croix-Rouge française en Espagne, dont le siège est à Madrid. De Casablanca où il est accueilli par un représentant de l’Union des évadés de France qui vérifie son identité et enregistre ses déclarations, il gagne rapidement Alger où Henri Bonnet, commissaire à l’information du Comité français de libération nationale, le nomme administrateur général de l’Office « Radio France » à compter du 1er octobre 1943. Son rôle au sein de la radio de la France libre est important.
Le 12 décembre 1943, à l’issue de la deuxième assemblée générale de l’Union des évadés de France (U.E.F.), il est appelé à siéger à son conseil d’administration, présidé par le général Basse depuis le 11 juillet précédent, alors commandant la subdivision d’Alger.
Il est promu chef de bataillon en juin 1944. Antoine de Saint-Exupéry, affecté à une unité de reconnaissances photographiques basée alors en Sardaigne, de passage à Alger pour assister à un mariage, rend visite à Jacques Meyer le 3 ou 4 juillet 1944 et lui déclare ne pas se faire d'illusions : « Un jour ou l'autre, je tomberai en croix dans la Méditerranée » - prémonition de sa disparition au combat, au large de Marseille, trois semaines plus tard.
En août 1944, il participe au débarquement en Provence avec l'état-major de la 1re armée dont il a été nommé chef du service d'information. Il a demandé et obtenu de porter son uniforme de capitaine de réserve. Dès la libération de Marseille, il réorganise les services de presse, de radio et de cinéma de la zone en étroite coopération avec les responsables du réseau de résistance Gallia auquel il est intégré.
Son évasion de France, ses blessures et les services qu'il a rendus jusqu'à la fin de la Seconde Guerre mondiale ont valu à Jacques Meyer une citation à l'ordre de la brigade et la Croix de guerre.
Jacques Meyer, avec Pierre E. Lamaison, délégué général, reste l’un des deux principaux responsables de l’U.E.F. jusqu’à la fin de sa vie.

## L’homme de presse
Normalien, agrégé et juriste, Jacques Meyer est engagé par la maison Louis-Dreyfus & Cie, dont son oncle Samuel Lévy est le directeur général. Il fait son apprentissage de la vie des affaires au moment où le groupe, leader mondial du commerce de grains et important armateur dans le fret maritime, doit répondre à diverses interpellations, dont une enquête parlementaire, concernant l'approvisionnement des armées pendant la guerre et un important marché d'achat de blé à l'Australie en 1920. Il devient secrétaire général de Louis-Dreyfus et Cie, qu'il représente notamment au Congrès des Chambres arbitrales des 9 et 10 novembre 1927 à Paris.

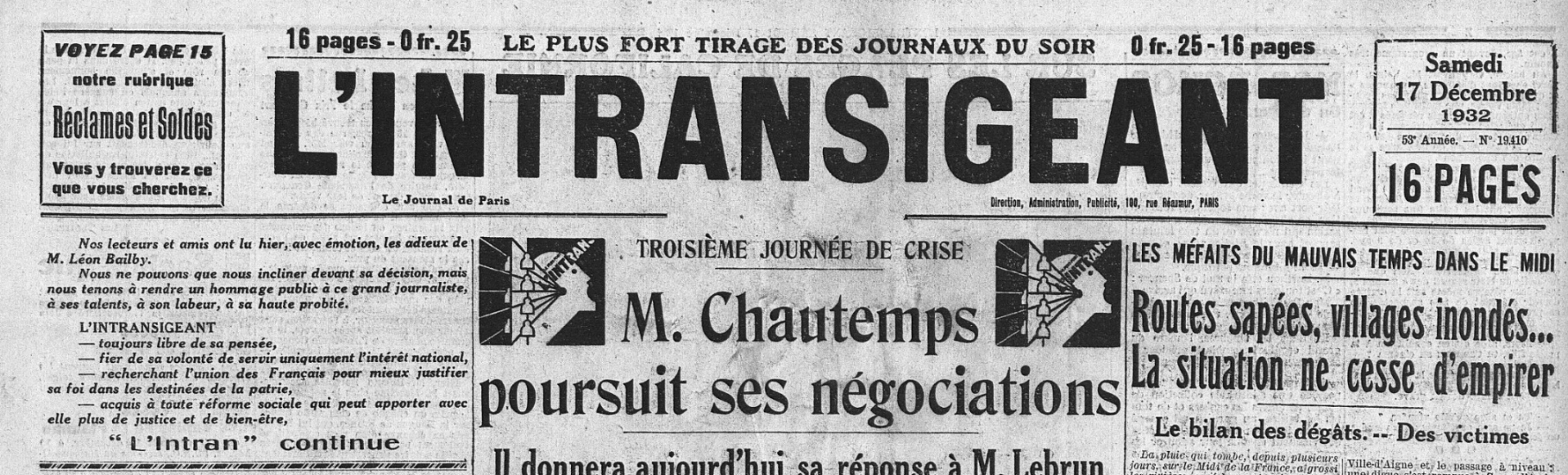
L'Intransigeant du 17 décembre 1932, premier numéro sans mention de Léon Bailby dans le bandeau.

Lorsque Louis Louis-Dreyfus, président du groupe Louis-Dreyfus, député des Alpes-Maritimes, conclut l'acquisition de L’Intransigeant en décembre 1931 en versant à Léon Bailby, propriétaire-directeur du quotidien depuis 1913, un acompte de 70 millions de francs, il en confie le secrétariat général à Jacques Meyer. Celui-ci doit composer avec Léon Bailby qui avait exigé par contrat que le nouveau propriétaire ne s'immisce en aucun cas dans la direction politique et administrative du journal. Finalement Léon Bailby démissionne le 15 décembre 1932. Classé plutôt à droite depuis 20 ans, L’Intransigeant, peut-être sous l'impulsion de Jean Fabry, député de Paris, rédacteur en chef depuis 1919 mais désormais seul responsable éditorial, glisse vers une orientation plus centriste. Elle n'explique pas à elle seule la diminution de son lectorat, parallèle à celle de toute la presse française d'opinion dans l'entre-deux guerres dont les causes multiples sont accentuées par les conséquences économiques et sociales de la crise de 1929.
Pour tenter d'enrayer le déclin des ventes, Jacques Meyer, désormais administrateur-délégué, se déploie dans toute la France afin de remotiver les acteurs de la distribution. On le voit, par exemple, prendre la parole devant les crieurs parisiens dans les premiers jours de 1933, devant les dépositaires de la région Est à Mulhouse en mai, devant ceux de Normandie à Rouen en octobre, puis, au printemps 1934, devant les distributeurs du Sud-est à Marseille et ceux du Centre à Lyon.
Jacques Meyer, à l'occasion, se fait aussi « envoyé spécial » pour l’Intransigeant, par exemple lorsqu'un événement politique important met en scène une haute personnalité. Ainsi, en 1933, il rend compte à la Une du numéro du 18 avril des préambules au Havre de l’embarquement pour New-York d’Édouard Herriot, ancien président du conseil, chargé d’une importante mission diplomatique auprès du gouvernement américain. Puis à la Une du numéro du 7 octobre, il rapporte de Barcelone une déclaration du président Francesc Macià, président de la généralité de Catalogne, qui salue la France « champion de la Liberté ! ».
En janvier 1935, J. Meyer est promu officier de la Légion d'Honneur au titre du Ministère de l’Éducation nationale et des Beaux-Arts. Comœdia, le grand quotidien culturel, salue cette distinction :

« M. Jacques Meyer est un excellent écrivain. C'est à ce titre et comme membre de l'Association des Ecrivains Combattants que Jacques Meyer a été promu. Mais n'oublions pas ici que, chroniqueur brillant, administrateur d'une rare activité, il est secrétaire général de L’Intransigeant et honore, en tant que journaliste, notre profession. »

C'est à tous ces titres qu'il relate, le 14 juillet 1936, de Douaumont la prestation du serment « Pour la paix du monde » par 20 000 anciens combattants anonymes, de toutes nationalités, recueillis dans le souvenir des 400 000 morts des combats de Verdun.
Jacques Meyer démissionne du secrétariat général de L’Intransigeant à sa mobilisation en septembre 1939.

## L’homme de radio
Jacques Meyer, l’homme de radio, n’est pas celui de la programmation radiophonique ni de l’animation d’émissions, mais l’homme des plus hautes responsabilités de gestion et de représentation de plusieurs sociétés de radiodiffusion. Toutefois, même à la radio il reste pour beaucoup homme de lettres comme se plaisent à le souligner Les Nouvelles Littéraires en 1946 sous le titre « La radio et les lettres » « L’administrateur général de la radio, Jacques Meyer, rapporta de la guerre de 1914 plusieurs livres, dont La Biffe est le plus connu, et qui valut à son auteur l’adhésion du sévère J. N. Cru. »

### Président deRadio-Cité
Au printemps 1935, Jacques Meyer, tout en conservant ses fonctions à L′Intransigeant, devient gérant de la Compagnie nationale de radiodiffusion, la SARL exploitante de la station parisienne de T.S.F. Radio LL. Cette petite station du jeune secteur de la radio privée commerciale vient d'être rachetée par Marcel Bleustein, le fondateur de Publicis, et par Louis Louis-Dreyfus et son fils François, respectivement président et directeur général du quotidien, qui, bien qu'actionnaires minoritaires, placent de cette façon leur homme de confiance dans une position de contrôle et d'appui. Les qualités d'administration et de négociation de Jacques Meyer ne tardent pas à être exploitées par M. Bleustein sur un sujet crucial pour la station. Jusqu'alors, Radio LL émet sur la longueur d'onde de 209,9 mètres, proche de celles d'autres émetteurs parisiens, ce qui provoque des interférences nuisibles à la qualité de l'audition. Or, le projet radiophonique de M. Bleustein, consistant à disposer d'une chaîne radio de qualité financée exclusivement par la publicité, requiert un excellent niveau de réception. L'attribution d'une nouvelle fréquence est du ressort des instances internationales de la radiodiffusion dont les décisions sont ensuite avalisées, ou non, par les autorités nationales. Un accord amiable entre propriétaires de fréquence est également envisageable. C'est ce qui conduit à Moscou, en juin 1935, Marcel Bleustein, accompagné de Jacques Meyer, pour négocier avec les autorités soviétiques le droit d'utiliser en France la fréquence de 280,9 mètres utilisée par le poste de Tiraspol en Bessarabie. Après de difficiles négociations, ils obtiennent enfin cette autorisation, validée par Georges Mandel, ministre des P.T.T., ministre de tutelle des stations de radio.

La transformation de la SARL Compagnie nationale de radiodiffusion en société anonyme le 19 août 1935 fait de Jacques Meyer le président du conseil d'administration de l'entreprise, dont le nom commercial devient Radio-Cité. Sa première émission est annoncée pour le 15 septembre 1935. Un an plus tard, la station, définitivement lancée, inaugure sa nouvelle saison d'hiver salle Pleyel à l'invitation de Jacques Meyer, président du C.A., et de Marcel Bleustein, administrateur délégué.
Jacques Meyer démissionne de la présidence de Radio-Cité dès sa mobilisation en septembre 1939.

### Administrateur général de laRadiodiffusion française

Logo 1946-1949.

Jacques Meyer cesse ses fonctions d’administrateur général de l’Office « Radio France » à Alger le jour où le Gouvernement provisoire de la République française, transféré à Paris le 27 août 1944, le nomme adjoint de Jean Guignebert, l’ancien journaliste de L’Intransigeant et ancien rédacteur en chef de Radio-Cité, désigné directeur général de la Radiodiffusion nationale le 6 septembre 1944. La Radiodiffusion française nationale, ou Radiodiffusion nationale, et sa principale station Radio-Paris, étaient entre les mains des Allemands depuis juin 1940. Une des premières missions de la nouvelle direction consiste à réorganiser la radio dans les villes libérées, et à épurer de tout l’organisme ceux des collaborateurs les plus notoires qui n’avaient pas fui le jour de la libération de Paris. Cette mission se termine en février 1945 par l’annulation des nominations de plusieurs dizaines de cadres et techniciens de toutes les catégories professionnelles mis en place par le régime de Vichy.
Par décret du 9 juillet 1945, signé du général de Gaulle, le gouvernement, sur proposition du ministre de l’information Jacques Soustelle, nomme Jacques Meyer « administrateur général délégué de la Radiodiffusion française à partir du 15 mai 1945 ».
Dans le courant de 1945, il s’empare, au nom de la France, du problème de la répartition internationale des longueurs d’onde, sujet qu’il connait depuis 1935. Il participe ainsi fin septembre 1945 à une conférence des longueurs d’onde organisée à Londres, en marge de l’Union internationale de radiodiffusion (en) (UIR), en anglais International Broadcasting Union (IBU), totalement discréditée par la mainmise de l’Allemagne nazie sur ses délibérations pendant la guerre. Le 28 juin 1946, cette fois à Bruxelles, il signe pour la France, avec 24 autres nations, le protocole de création de l’Organisation internationale de radiodiffusion (OIR) qui se substitue de facto à l’UIR.

Inauguration de l’émetteur de Coblence. A gauche, assis, J. Meyer.

Le 25 janvier 1947, il inaugure à Coblence le nouvel émetteur des services de radiodiffusion de la zone d’occupation française en Allemagne placés sous la responsabilité du Gouvernement militaire et diffusant les émissions de la Südwestfunk Südwestfunk (de). En août de cette même année il est nommé membre du conseil d’administration de l’Office de la Radiodiffusion sarroise par le gouvernement militaire français.

### L'affaire de laSOFIRAD
La société financière de radiodiffusion, fondée en 1942, sert d’écran juridique à l’État pour réaliser dans le secteur de la radio des opérations financières qui relèvent du secteur privé. Les services de la propagande allemande l’utilisent dès 1943 pour créer Radio Monte-Carlo afin de mieux atteindre les auditeurs potentiels de la zone sud récemment occupée. Le nouveau gouvernement issu de la Libération conserve cet outil. Le transfert du siège social de la SOFIRA de Cusset (Allier) à Paris le 13 novembre 1944 est l’occasion d’une refonte des statuts et du renouvellement du conseil d’administration dont Jacques Meyer devient membre. Les statuts modifiés ne sont publiés qu’en octobre 1945.
J. Meyer se voit placé à la présidence du conseil d’administration de la SOFIRAD en 1947 en remplacement de René Hoffherr, maître des requêtes au Conseil d’État, qui réintègre la haute administration en mai 1946. Le nouveau président, fort de plus de vingt ans d’expérience dans les milieux de la presse, de la radio et de la publicité, ne peut ignorer l’ambiguïté du positionnement de la société et le sien propre puisqu’il conserve sa fonction d’administrateur délégué de la radiodiffusion française. La SOFIRAD est à la fois un bras séculier de l’État, donc porteuse de l’« intérêt général », et le nécessaire défenseur des intérêts particuliers des entreprises dont elle est actionnaire. Elle évolue dans le domaine sensible de la communication, de l’information et de la publicité dans cette période d’après-guerre, politiquement et socialement instable. Deux dossiers contribuent à mettre Jacques Meyer en porte-à-faux entre ses deux fonctions, Radio Monte-Carlo contre Radio Nice, et Radio Andorre contre la Société française de radiodiffusion, le tout sur fond d’ouverture à la publicité du marché des radios au grand dam de la presse écrite.
Il quitte la présidence de la SOFIRAD en mars 1950. Est-il contraint à la démission par son ministre de tutelle Pierre-Henri Teitgen, ministre d’État, ministre de l’information, comme l’affirme sans détour l’organe officiel du Parti communiste français, lorsqu’il explique à ses lecteurs comment, sous le précédent gouvernement de M. Mitterrand, la SOFIRAD a accordé à un important groupe d’entreprises, dont Publicis, une option de monopole de la télévision à Monte-Carlo ?

### Dernières fonctions
En 1948, Jacques Meyer est promu commandeur de la Légion d'Honneur au titre du Ministère des P.T.T. et, l'année suivante, il est nommé conseiller d’État en service extraordinaire, fonction qu'il conserve jusqu'en 1962. Ces deux distinctions ne l'empêchent pas d'être démis de son poste d'administrateur général de la radiodiffusion française en 1950, dont il acquiert, cependant, l'honorariat.
- Inspecteur général de la radiodiffusion-télévision française

Dès la cessation de sa fonction d'administrateur général, la carrière de Jacques Meyer évolue vers l'inspection générale de la radiodiffusion-télévision française, position qu'il conserve de 1951 à 1965, et qui lui permet d'assumer au moins deux mandats extérieurs au nom de l'établissement public, successivement à Radio-Normandie et à Technisonor.
- Président de Radio-Normandie

Jacques Meyer est président de Radio-Normandie de 1953 à 1962. Radio Normandie, pionnière des radios privées de France créée en 1929, n'est toutefois plus qu'un relais de la radiodiffusion française après la guerre.
- Président de Technisonor

J. Meyer est porté à la présidence de Technisonor en 1962 pour un mandat de 3 ans. Il en reste le président d'honneur jusqu'à son décès. Technisonor, entreprise de production de l'audiovisuel du secteur public, est filiale de Radio Monte-Carlo, elle-même filiale de la SOFIRAD. Elle intervient en outre comme coproducteur de musique avec les Éditions françaises de musique, autre sous-filiale de la SOFIRAD. En 1975, Technisonor devient filiale directe de la SOFIRAD.
Dès la fin de ses responsabilités exécutives pour la Radiodiffusion, Jacques Meyer se penche sur la Première Guerre mondiale, non plus pour narrer ce qu'il y a vécu, comme dans ses trois premiers livres-témoignages - Ce qu’on voit d’une offensive, La Biffe et La guerre, mon vieux... - mais avec une perspective plus large : celle de l'histoire de la Grande Guerre en s'intéressant plus particulièrement aux témoignages de ceux qui ont vécu ces événements.

## Œuvre et réception critique
L’œuvre littéraire de Jacques Meyer prend sa source dans son vécu des deux guerres mondiales, ainsi que dans les engagements et réalisations extra-professionnelles qui en ont découlé. Il aborde aussi, dans deux essais, des sujets philosophiques et politiques.

### Témoignages sur la Première guerre mondiale
L'œuvre de Jacques Meyer est d'abord celle d'un écrivain de guerre, au sens littéral : un homme sous les drapeaux dont l'ordinaire est d'être confronté à la mort en raison de la guerre et qui témoigne de cette expérience extraordinaire. « Passé sans transition du lycée à la caserne », soldat puis officier, comme Maurice Genevoix et de nombreux autres combattants de la Grande Guerre, Meyer a noté dans des carnets au jour le jour, quand il en avait l'occasion, ce qu'il avait vu et fait. Il a utilisé à cette fin son carnet de route, à savoir le « carnet à souche de six sous, que détient chaque chef de section », et il a pris ces notes « pour pouvoir reconstituer dans l'avenir, s'il devait y en avoir un, quelques-unes de [ses] sensations les plus intenses ». De ce matériau-mémoire, il a tiré trois livres, qui ne sont pas des romans mais des récits portés par l'exigence de la vérité et le respect pour les camarades disparus : Ce qu'on voit d'une offensive qui paraît en 1918, puis La Biffe, en 1928, et enfin La guerre, mon vieux... en 1930.
Jacques Meyer ayant été de nouveau confronté à la mort lors de son évasion de France par les Pyrénées en 1943, tire de cette expérience le récit Approche de la mort, qu'il ne publie que 10 ans plus tard.

#### Ce qu’on voit d’une offensive(1918)
Sous ce titre, à partir du 31 mai 1918, L’Œuvre, vingt mois après avoir publié le « Journal d’une escouade » d'Henri Barbusse qui deviendra Le Feu, introduit ainsi son nouveau feuilleton de tranchées :

« Ce ne sont généralement que des vues d’ensemble qu’on nous donne sur les grands mouvements militaires. Mais qu’est-ce qu’un soldat, qu’est-ce qu’un chef de section peut voir des grands événements auxquels il est mêlé ? Que voit-il de l’action à laquelle il participe ? M. Jacques Meyer qui, en juillet août 1916 participa à l’offensive de la Somme, a dressé le procès-verbal très complet de ce qu’il a fait, de ce qu’il a vu. Et c’est de son intéressant cahier que nous détachons les extraits qu’on va lire. »

 Ces extraits, réunis l’année suivante dans un petit livre, permettent à un camarade de combat de dire de Jacques Meyer : « Il a su faire court, se garder de l’imagination, qui n’a rien à voir en effet en cette affaire, et donner tout nus, avec un art sans recherche, ses souvenirs de la Somme ». Ce livre reproduit, avec très peu de modifications, les pages que Jacques Meyer a écrites du 27 juin au 3 août 1916 dans ses carnets, lors de l'offensive de la Somme, puis à l'hôpital après la grave blessure reçue le 6 juillet et son évacuation du front. Meyer a donné ce titre à cet ouvrage car il avait réalisé que les soldats en première ligne ne peuvent pas se rendre compte de la bataille dans son ensemble ; il explique d'ailleurs dans son avant-propos à La Biffe : « Car ce que l'on voyait d'une offensive, quand on n’était ni lecteur avide ou commentateur éloquent des journaux à grand tirage, ni spectateur de cinéma, ni correspondant de guerre, ni dans un état-major, mais quand on y participait dans « la biffe », simple soldat ou chef de section […] c'était si peu de chose, ou, suivant les points de vue, tellement de choses au contraire […]. Spectacles restreints et sensations primitives : des obus qui éclatent […] ».
Le texte en est repris à l’identique 10 ans après dans le chapitre « 6 juillet. Après-midi » de La Biffe.
À l'occasion de la réédition de ce livre en 2015, l'écrivain Michel Bernard remarque que Jean Norton Cru avait « distingué une dizaine de récits de guerre remarquables par leur vérité et leur force d'évocation », dont la moitié des auteurs étaient normaliens, alors que ceux-ci ne représentaient qu'une infime fraction de tous les combattants. Il expose ensuite que « Jacques Meyer, Maurice Genevoix, André Pézard, Charles Delvert, Marcel Etévé […] sont les auteurs de témoignages majeurs. Dans chacun, […] on reconnaît un air de famille : l'exigence de vérité, la sobriété, la précision, le style et cette humanité sans pathos qui bouleverse sans troubler le jugement ».

#### La Biffe(1928)

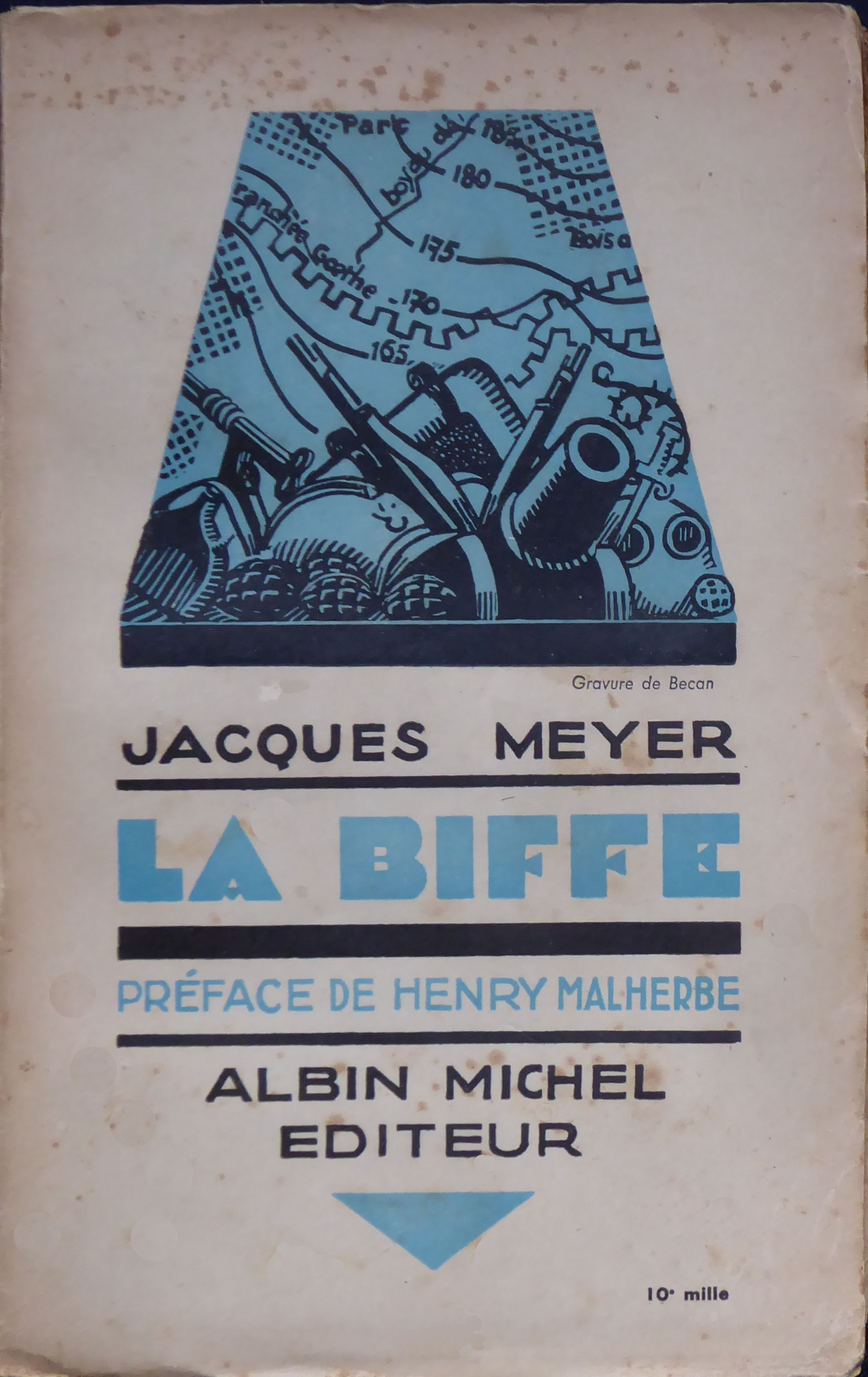

C'est pour rendre hommage à l'Infanterie que J. Meyer regroupe en 1928 une partie de ses carnets des combats de 1915 en Champagne et de ceux de juin-juillet 1916 lors de la bataille de la Somme. Bien lancé dans la Presse par une campagne de publicité soutenue, l'ouvrage suscite de nombreux éloges : 

« M. Jacques Meyer a su saisir ses bonshommes, les gars de la Biffe, accomplissant sous le feu, dans la boue leur tâche humble et pénible [...] C'est là le témoignage d'un fantassin combattant, qui est un intellectuel, un normalien, fin, sensible, généreux ».

« Jacques Meyer nous donne son carnet de route et de souvenirs d'ancien combattant. Récit singulièrement émouvant, tragique, sincère. Mais les visions de sang et de carnage, n'ont pas tué en l'auteur une âme d'artiste qui trouve jusque dans les plus effrayants spectacles, des symphonies de couleur et de lumières d'une inoubliable grandeur ».

« Avec quelle puissance, avec quelle âpreté M. Jacques Meyer rappelle les heures terribles. On songe parfois à Barbusse, à Dorgelès. Quel plus bel éloge que celui-là pour un livre de guerre ? »

Il recueille aussi un brevet d'authenticité de Jean Norton Cru qui classe Jacques Meyer parmi les 29 auteurs les plus crédibles sur les 252 dont il a examiné scrupuleusement les récits et « témoignages » de guerre. La Biffe s'avère un grand succès de librairie, comme le confirme cinq ans plus tard ce visiteur d'Albin Michel, son éditeur:

« Nous sommes au premier étage de la puissante maison de la rue Huyghens. À portée de la main de l'éditeur [Albin Michel en personne], quelques-uns de ses plus gros succès : Les Romain Rolland, la série complète des Dorgelès, la Biffe de Jacques Meyer [...] »

##### La guerre, mon vieux...(1930)

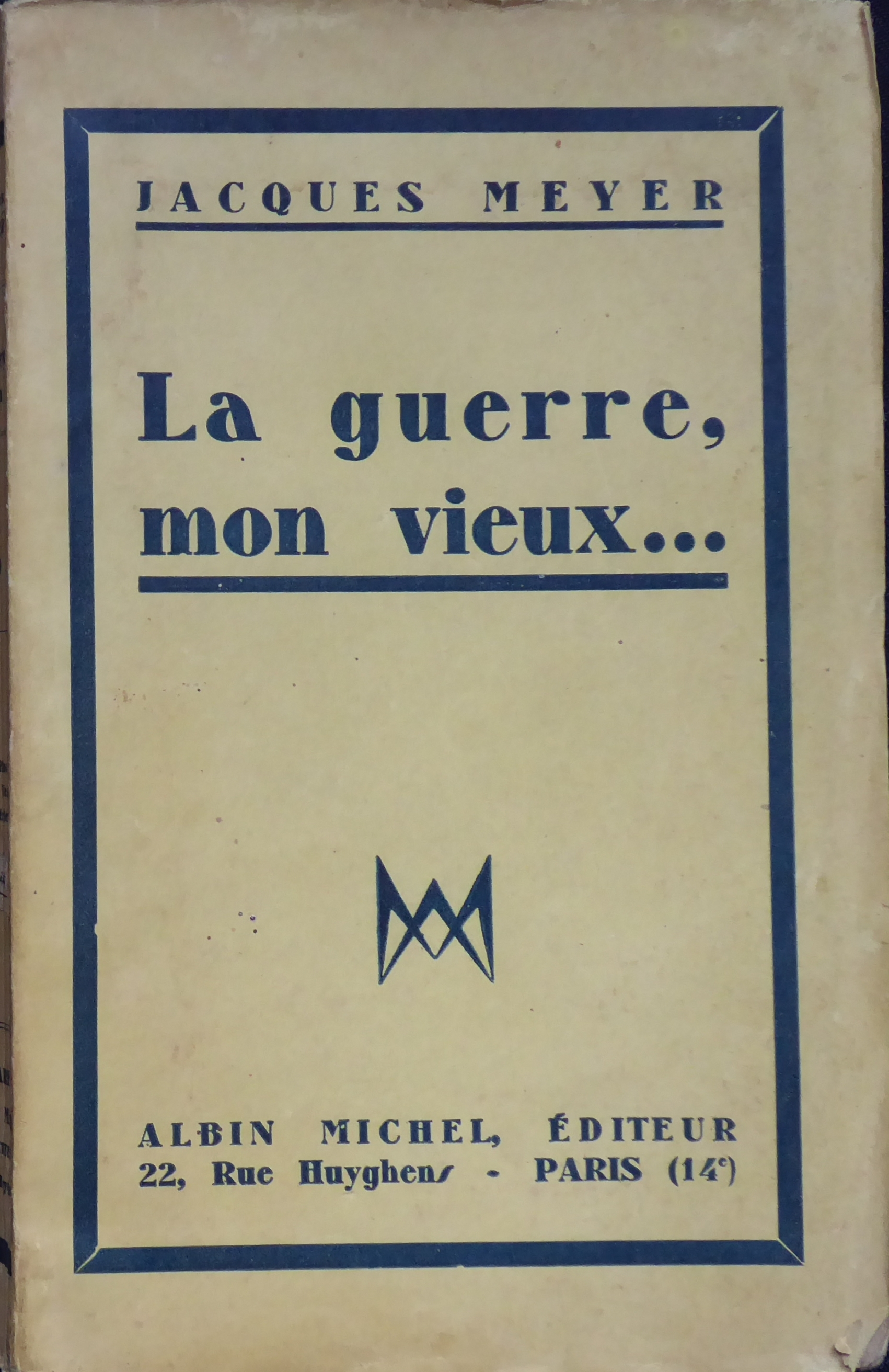

D'abord sous forme réduite, en 1930, aux éditions Les Étincelles, puis dans leur intégralité en 1931 chez Albin Michel, sous le titre La guerre, mon vieux..., J. Meyer rend public de nouveaux souvenirs de la guerre sous forme de brefs chapitres thématiques, sans véritable chronologie dans les deux premières parties. La seconde moitié de l'ouvrage retrace son parcours parfois cocasse depuis la reprise de la vie militaire normale début 1918 jusqu'à son retour d'Allemagne fin février 1919. Bien que fondés sur ses carnets, ses souvenirs ont ici été retravaillés pour faire ressortir les aspects les plus incongrus des situations des fantassins et de leurs officiers. Certains virent au burlesque, tels « Peaux de mouton » ou « Paperasses ». Aucun ne s'abaisse au comique.
La guerre, mon vieux... débute par un court exorde de deux pages, où l'expression constituant le nom du livre revient en leitmotiv au début de chaque paragraphe, et l'oeuvre se termine par la phrase pleine d'émotion : « La guerre, mon vieux, c'est notre jeunesse ensevelie et secrète. » Suivent deux parties d'à peu près égale longueur : Les bons coins et La poursuite prudente. A noter que cette seconde partie du livre est elle-même dédiée : « A Roland Dorgelès, ex-caporal du 39e d'infanterie, ces souvenirs des heures de 1918, où je commandais son ancienne compagnie ».
Le livre développe quelques thèmes essentiels : l'espoir du soldat, après des jours de combat, d'obtenir une période de repos, afin de pouvoir « oublier totalement les misères, les fatigues, les horreurs des jours précédents »; l'opposition ressentie par l'auteur, en 1915, entre un réveillon de Noël passé presque douillettement à quelques kilomètres du front et une semaine plus tard le réveillon de la Saint-Sylvestre en première ligne sous les obus, en songeant que moins d'un mois plus tard il deviendra majeur, alors qu'il est soldat déjà depuis plus d'un an ; la paperasserie administrative de l'armée ; la montée en première ligne de nuit ; les rats et les poux ; les maisons villageoises quasi démolies par les bombardements, maisons dont « tout ce qui était le secret, la fierté, le bonheur et le luxe » de leurs pauvres propriétaire est livré au pillage des soldats en manque de tout ; la balle qui rate de quelques centimètres le narrateur, encore perdu dans ses souvenirs au retour d'une permission ; les paysages bouleversés par la guerre ; les gaz de combat ; la difficulté morale de désigner les soldats à envoyer en mission ou aux postes exposés aux plus grands dangers. L'auteur écrit : « La guerre est à la fois, et indifféremment, un laminoir inexorable qui nivelle tout ce qui lui est fourni, et aussi un puissant creuset de vie intérieure où l'imagination puise et se nourrit ».
Ce troisième témpignage de Jacques Meyer sur la Première Guerre est, lui aussi, bien reçu par la critique.

« Contentons-nous de noter aujourd'hui la parfaite justesse, la vive pénétration du petit livre de M. Jacques Meyer. A petites touches, par extrême division du ton et de ses nuances, d'une manière désinvolte ou goguenarde, mais toujours soutenue par une sorte de gravité résorbée, l'auteur analyse cette singulière position du combattant français [...] La guerre était devenue, sauf pendant les coups durs, une sorte d'administration [...] On s'était habitué au danger comme à un "ennui quotidien", simplement... »

Le colonel Georges Lestien, pour sa part, note que le « […] spirituel et véridique auteur de La Biffe » évoque, « avec autant d’esprit que d’émotion », des images vécues de la guerre, notamment « les jours relativement calmes, sans oublier cependant jamais le danger qui, même alors, planait » sur les combattants.
Maurice Genevoix ajoute : « Meyer, au retour des combats, devait publier deux beaux livres : La Biffe et La guerre, mon vieux... Le sévère et tranchant Norton Cru les classe, chaleureusement, parmi les témoignages les plus sûrs ».

### Études historiques sur les deux guerres mondiales

#### Vie et mort des Français 1914-1918(1959)
Jacques Meyer s'adjoint les talents d'André Ducasse et de Gabriel Perreux, deux de ses camarades de promotion de l’École normale supérieure, pour écrire cette somme de plus de 500 pages, placée sous le patronage moral et littéraire de Maurice Genevoix, autre ancien Normalien et ancien combattant, qui en signe la présentation sous forme d'une préface et d'une postface particulièrement développées afin de présenter l'ouvrage et ses auteurs. Genevoix rappelle notamment dans sa préface que dès 1920 les témoignages sur la Grande Guerre n'ont plus eu la faveur du public mais ont commencé à « se perdre et s'ensabler dans un désert d'indifférence » et qu'il a fallu des livres allemands, comme À l'Ouest, rien de nouveau de Erich Maria Remarque pour ranimer l'intérêt du public (p. 9). Il souligne la « poignante hantise,... l'obligation intérieure » de ceux qui se doivent de raconter, tant qu'ils en ont encore la force, ce qu'ils ont vu, ce qu'ils ont vécu. Entre eux ils se sont dit : « La guerre, mon vieux, tu sais bien ce que c'était. Mais quand nous serons morts, qui donc l'aura jamais su ? ». À noter que les co-auteurs de cette étude historique sont les premiers à se référer explicitement à Témoins de Jean Norton Cru, comme l'indique Benjamin Gilles en citant nommément J. Meyer dans son article de 2017 sur Norton Cru.
La première édition de cette synthèse, couronnée d'un Grand prix de l'Académie française, bénéficie de cette recension qui confirme la pertinence de l'entreprise des trois camarades anciens combattants :

« On revient avec eux en arrière de quarante-cinq ans, à un moment que seuls peuvent bien retrouver ceux qui l'ont connu. Pour les autres, on voudrait que ce beau livre leur apprît des choses qu'ils ne savent sans doute pas ou qu'ils se représentent sous des lignes simplifiées et déformées comme, longtemps après, l'histoire les résume et les trahit. »

L'ouvrage devient très vite un classique sur cette période, comme le montre son utilisation à la Radio scolaire française dès 1964.

#### Le 11 novembre(1964)
Second titre de l'éphémère collection L'Histoire par l'image chez Hachette, cet album relié de format carré prend logiquement la suite de celui de Jean Mistler, Le 14 juillet. Le commentaire suivant suffit à démontrer l'intérêt de cette reconstitution, qui analyse l'armistice du 11 novembre 1918, ses causes et ses conséquences, et a été distinguée par le Prix Général-Muteau de l’Académie française en 1965 :

« Jacques Meyer reprend fidèlement les faits authentiques qu’il a pu vérifier sur la grande journée de
l’Armistice. Le choix des documents officiels, des textes et des photos donne une valeur inestimable à des récits rédigés dans une langue châtiée, simple et dépourvue d’un lyrisme pompeux dans lequel certains écrivains se laissent emporter lorsqu’ils évoquent de grandes heures de l’histoire. »

#### La vie quotidienne des soldats pendant la Grande guerre(1967)
Dès son avant-propos, Jacques Meyer s'interroge : « Est-il possible de parler d'une “vie quotidienne” des soldats de 1914 à 1918 ? [...] L'existence du soldat a été rythmée au jour le jour par le danger [...] Il serait tout aussi naturel de parler d'une “Mort quotidienne du soldat”. ». Il ressent donc le besoin de préciser chaque terme de ce titre, conforme à celui de la collection dans lequel l'ouvrage est publié chez Hachette. Ainsi il montre successivement que les soldats ne sont pas du tout exposés de la même façon au risque de mort, car il n'y a rien de commun, à part l'uniforme, entre le guetteur des avant-postes et le factionnaire du service postal, à l'arrière de l'arrière. De même, il n'y a pas de commune mesure entre la vie statique dans les tranchées pendant trois ans et demi et les épisodes de repli ou d'offensive à partir du printemps 1918. Il opte donc pour une description de la vie du soldat d'infanterie pendant la guerre de position à l'aide de témoignages d'intellectuels dont plusieurs ont déjà été publiés dans Vie et mort des Français.

#### Vie et mort des Français 1939-1945(1971)
Dix ans après 'Vie et mort des Français 1914-1918, Jacques Meyer prend une initiative similaire pour relater le vécu de la guerre 1939-1945. Toutefois il élargit le cercle des contributeurs à des personnes dont les expériences de ce conflit mondial et les opinions politiques sont très diverses. A côté de Vercors, le communiste, on trouve un jésuite, le R.P. Riquet, plusieurs officiers généraux, une résistante chef de réseau, des journalistes, d'anciens ministres. Le texte de chacun des quinze auteurs, dont J. Meyer lui-même, est complété par des « documents », extraits de textes officiels, de témoignages, de correspondances. Dans un texte publié en juin 1971 par La Revue des Deux Mondes, J. Meyer en se référant aux « passions soulevées par les divisions d'alors trop mal éteintes, pour permettre un survol totalement impartial des divers [...] comportements des Français » explique que certains témoins encore en vie peuvent néanmoins donner un « coup de projecteur rétrospectif » éclairant 30 ans plus tard cette « noire époque » et sa « grande crise morale ».
L'exercice ne recueille cependant pas tous les suffrages :

« Les auteurs mis à contribution ont été laissés absolument libres [...] Mais cette liberté n'a pas manqué de donner à l'ensemble de l'ouvrage un caractère quelque peu décousu, fragmentaire et heurté qui nuit à son unité et par conséquent à son impact sur le lecteur. Jacques Meyer prévoyait cette objection [...] Aussi il nous propose de porter notre attention sur les divergences d'opinion et de points de vue, sur les contradictions et sur les démentis que s'infligent plus ou moins consciemment les différents membres de son équipe. »

L'ouvrage se termine par une longue chronologie synoptique en France, à Alger et en Afrique du Nord, à Londres et sur d'autres théâtres d'opération et Étranger que le commentateur précité qualifie « d'excellente ».

### Essais

#### Question de confiance: essai politique (1948)
En avant-propos à Question de confiance, J. Meyer souligne que cet ouvrage, annoncé dès 1928, n'est publié qu'en 1948 :

« Ce délai de près de vingt ans pour la mise au point d'une œuvre signifie, plutôt que négligence ou retard, continuité d'attention sur un problème dont l'actualité, pour se déplacer sans cesse, n'en est devenue aujourd'hui que plus brûlante. »

Le futur conseiller d’État en service extraordinaire est taraudé par l'instabilité politique de la IIIe République puis de la IVe République, conséquence quasi-automatique, pense t-il, des votes des « questions de confiance » ou des « motions de censure ». Il mène, en 200 pages, une analyse minutieuse du dispositif constitutionnel régissant ce mécanisme consubstantiel à la démocratie, tel qu'il a été voté en 1875 et en 1946. Il constate avec regret qu'en 1948 « la Constitution ne tourne pas rond ».
Commentant cet essai, la Revue de la Défense nationale note :

« Jacques Meyer connu par un livre remarquable, La Biffe, sur la guerre 1914-1918, étudie [ici] un des problèmes, selon lui essentiel, de l'institution parlementaire. C'est une analyse de véritable technicien politique qui fait le plus grand honneur à sa science juridique et à son esprit politique. »

#### Approche de la mort: essai philosophique (1953)
Ecrit en juin-juillet 1943 à l'Hôpital français de Madrid après son amputation des orteils, et dédié à sa femme épousée un an plus tôt, ce récit constitue le témoignage d'une expérience de la solitude absolue et de l'imminence de la mort, « expérience psychologique […] assez rare pour mériter une analyse sincère, qui cherche à en dégager la valeur humaine » ; Meyer avait en effet eu la « quasi-certitude que l'aventure [qu'il vivait] ne pourrait se terminer que par [sa] mort » et qu'il « ne parviendrai[t] jamais à sortir de [sa] vallée-prison ».
En voici les circonstances. À la suite du débarquement allié en Afrique du Nord de novembre 1942, Jacques Meyer décide de passer en Espagne afin de rejoindre la France libre au Maroc et en Algérie. En janvier 1943, il se met en rapport avec une filière de passeurs, qu'il nomme « entrepreneurs de passages clandestins ». Il est placé dans un petit groupe conduit par un guide, qui tente de franchir la frontière des Pyrénées par des cols de 1800 mètres d'altitude. Cependant, en raison notamment du handicap consécutif à sa grave blessure de 1916, avec la fatigue due à des heures de marche « de nuit harassante » sur des pentes raides, et malgré le fait que le guide l'avait déchargé en portant son sac à dos, Meyer ne parvient pas à suivre le rythme de marche du groupe, imposé par le risque de rencontrer une patrouille allemande ; il est laissé en arrière par le groupe - « double croyance - erronée - à la valeur morale de guides d'occasion et à la solidarité d'une équipe qu'allaient facilement disloquer la fatigue et les difficultés ». Égaré, sans son sac, et donc quasiment sans nourriture et sans moyen de faire du feu, il erre pendant 6 jours sous la pluie et la neige, dans une haute vallée inhabitée, ignorant s'il est encore en France ou déjà en Espagne. Un autre groupe d’évadés le retrouve alors, à bout de force, les pieds gelés. Entré en Espagne sans visa, il est interné et hospitalisé par les autorités espagnoles, à Pampelune, puis à Madrid, de février à août 1943, et doit subir une amputation des orteils (invalidité à 75%), suivie de « dépression physique et […] souffrance aigüe qui remplirent mes trois premiers mois d'hôpital ».
Dans Approche de la mort, Jacques Meyer livre les pensées les plus intimes qui l'assaillent lorsque, en janvier 1943, traversant les Pyrénées pour fuir les Allemands, il s'égare dans les sentiers qui devraient le mener vers la liberté. Affamé, mal équipé, sans carte, sans boussole, par un froid glacial, il s'immobilise au pied d'un arbre et se sent céder à l'engourdissement qui mène à la mort. Il pense à un Dieu auquel, juif non pratiquant, il ne croit pourtant pas. Il envisage de lancer une prière pour être sauvé et s'interroge sur l'opportunité et le résultat de cette tractation avec « la puissance supra-humaine » :

« Pourquoi en serais-je le bénéficiaire ? En quoi ma conservation sur terre importerait-elle à la manifestation du divin ? Imaginè-je qu'il tient à me convaincre et à faire de moi un croyant, comme de ces autres qui, dans le péril de la mort, promirent le pèlerinage en signe de reconnaissante conversion ? »

## Liste des œuvres

### Ouvrages
Les œuvres de Jacques Meyer ont été éditées principalement chez Albin Michel, Seghers et Hachette.
- Ce qu’on voit d’une offensive, Paris, Éditions de l’Œuvre, 1919, réédité par les Éditions des Malassis, Paris, Équateurs, 2015, 92 p.  (ISBN 978-2849903889)[106]. Recueil de la série d’articles « Ce qu’on voit d’une offensive » publiés dans L’Œuvre à partir du 31 mai 1918.
- « Robert Thiriet, 1895-1915 », dans Association des écrivains combattants 1914-1918, Anthologie des écrivains morts à la guerre, 1914-1918, Amiens, Malfère, 1924-1926 (lire en ligne), p. 653-657.
- « Avec le 329e de ligne », dans Christian-Frogé (dir.), Association des écrivains combattants 1914-1918, La Grande Guerre, vécue, racontée, illustrée par les combattants, Paris, Aristide Quillet, 1928 (lire en ligne), p. 249-253.
- « Concentration et attaque d’Estrées-Deniécourt », dans Christian-Frogé (dir.), Association des écrivains combattants 1914-1918, La Grande Guerre, vécue, racontée, illustrée par les combattants, Paris, Aristide Quillet, 1928 (lire en ligne), p. 326-328.
- La Biffe (préf. Henry Malherbe), Paris, Albin Michel, 1928, 246 p.
- La guerre, mon vieux..., Ed. Les Etincelles, Paris, 1930 ; réédition Albin Michel, Paris, 1931, 251 p.
- Question de confiance, la Constitution au banc d'essai, Paris, Albin Michel, 1948, 237 p.
- Approche de la mort, Paris, Seghers, coll. « Collection P.S., cahiers bimensuels » (no 273), 1953, 44 p. (lire en ligne)
- André Ducasse, Jacques Meyer et Gabriel Perreux (préf. Maurice Genevoix), Vie et mort des Français (1914-1918), Paris, Hachette, 1959, 508 p. Réédité par Hachette en 1962 et 1968, 550 p. Nouvelle édition : André Ducasse, Jacques Meyer et Gabriel Perreux (préf. Maurice Genevoix), Vie et mort des Français (1914-1918) : simple histoire de la grande guerre, Genève, Famot, 1978, 540 p.
- Le 11 novembre, Paris, Hachette, coll. « L’histoire par l’image », 1964, 159 p.
- La vie quotidienne des soldats pendant la grande guerre, Paris, Hachette, 1967, 381 p. Réédité en 1971 sous le même titre par Hachette et par Le Grand Livre du Mois, 373 p. Réédité en 1996 sous le titre Les soldats de la Grande guerre par Hachette  (ISBN 2-01-235252-9) et par Le Grand Livre du Mois, 373 p.
- Jacques Meyer (dir.) et Francis Ambrière, André Beaufre, Emmanuel Berl, Georges Buis, François Coulet, Marie-Madeleine Fourcade, Fernand Gambiez, Jean Marin, Christian Pineau, Marcel Prenant, Michel Riquet, Jacques Soustelle, Maurice Toesca, Vercors, Vie et mort des Français (1939-1945), Paris, Hachette, 1971, 614 p. Réédité en 1980 sous le même titre par les Éditions Tallandier, 615 p.

### Articles
- « J’apporte au président Herriot les vœux de L’Intransigeant », L’Intransigeant,‎ 18 avril 1933, p. 1 et 5 (lire en ligne)
- « L’Intransigeant à Barcelone : Une déclaration du président Macia », L’Intransigeant,‎ 7 octobre 1933, p. 1 et 7 (lire en ligne)
- « Le serment dans la nuit de Douaumont, lieu sacré : En présence de 400 000 morts inconnus, 20 000 anciens combattants eux aussi anonymes, venus de tous le spays, se recueillent dans l’obscurité et le silence », L’Intransigeant,‎ 14 juillet 1936, p. 1 et 3 (lire en ligne)
- « Radio et conférences internationales », Revue de Défense Nationale, nouvelle série, vol. 6, no 68,‎ mars 1950, p. 327-337 (lire en ligne)
- « Les grands problèmes politiques - Constitution et Assemblée : bilan de l’expérience passée, perspectives de l’expérience future », Revue de Défense Nationale, nouvelle série, vol. 7, no 87,‎ décembre 1951, p. 327-337 (lire en ligne)
- « Vingt ans d’épreuves », dans Comité du monument à la gloire de l'armée française (1914-1918 ; Paris), Inauguration du Monument, le 13 mai 1956- Place du Trocadéro, Paris, 1956, 14 p. (lire en ligne).
- « Deux nouvelles histoires de la guerre 1914-1918 », Le Monde,‎ 17 mars 1969 (lire en ligne)
- « À propos d'un 11 novembre : Méditations d'un ancien "biffin" », Revue des Deux Mondes,‎ décembre 1970, p. 554-562 (lire en ligne)
- « Vie et mort des Français », Revue des Deux Mondes,‎ juin 1971, p. 580-585 (lire en ligne)
- « Les croix de bois », Revue des Deux Mondes,‎ janvier 1977, p. 67-80 (lire en ligne)
- « Prélude inédit aux conférences de presse du général de Gaulle », Revue des Deux Mondes,‎ août 1978, p. 302-306 (lire en ligne)
- « Il y a cent ans naissait Roland Dorgelès », Revue des Deux Mondes,‎ avril 1985, p. 104-109 (lire en ligne)

## Décorations
- Commandeur de la Légion d'honneur[N 14].
- Croix de guerre 1914–1918[N 4],[N 6].
- Médaille des évadés[107].
- Croix du combattant volontaire[10].
- Médaille de la Résistance[10].

## Distinctions
- Prix Broquette-Gonin (philosophie) de l’Académie française en 1960.
- Prix Général-Muteau de l’Académie française en 1965.
- Prix Pierre-de-Régnier de l’Académie française en 1968.